# John DeSantis
John DeSantis (Nanaimo, 13 novembre 1973) è un attore canadese noto per aver interpretato Lurch ne La nuova famiglia Addams.

## Filmografia

### Cinema
- Il 13º guerriero (The 13th Warrior), regia di John McTiernan (1999)
- I tredici spettri (Thir13en Ghosts), regia di Steve Beck (2001)
- Ballistic (Ballistic: Ecks vs. Sever), regia di Kaos (2002)
- Master & Commander - Sfida ai confini del mare (Master and Commander: The Far Side of the World), regia di Peter Weir (2003)
- Un lungo weekend (The Long Weekend), regia di Pat Holden (2005)
- Quel nano infame (Little Man), regia di Keenen Ivory Wayans (2006)
- The Auburn Hills Breakdown, regia di Geoff Redknap - cortometraggio (2008)
- Ratko: The Dictator's Son, regia di Savage Steve Holland e Kevin Speckmaier (2009)
- The Hole, regia di Joe Dante (2009)
- Horror Movie (Stan Helsing), regia di Bo Zenga (2009)
- 30 giorni di buio II (30 Days of Night: Dark Days), regia di Ben Ketai (2010)
- Mutant World, regia di David Winning (2014)
- Il settimo figlio (Seventh Son), regia di Sergej Vladimirovič Bodrov (2014)
- Viking, regia di Andrej Kravčuk (2016)
- Peter Pan & Wendy, regia di David Lowery (2023)

### Televisione
- Scuola di polizia (Police Academy: The Series) – serie TV, episodio 1x18 (1998)
- La nuova famiglia Addams (The New Addams Family) – serie TV, 64 episodi (1998-1999)
- Harsh Realm – serie TV, episodio 1x05 (2000)
- Stargate SG-1 – serie TV, episodio 4x21 (2001)
- Il viaggio dell'unicorno (Voyage of the Unicorn) – miniserie TV (2001)
- Los Luchadores – serie TV, episodio 1x08 (2001)
- Dead Last – serie TV, episodio 1x01 (2001)
- Dark Angel – serie TV, episodio 2x03 (2001)
- La regina delle nevi (Snow Queen), regia di David Wu – film TV (2002)
- The Chris Isaak Show – serie TV, episodio 3x04 (2004)
- Charlie's angels story - Fatti e misfatti (Behind the Camera: The Unauthorized Story of 'Charlie's Angels'), regia di Francine McDougall – film TV (2004)
- Dead Like Me – serie TV, episodio 2x03 (2004)
- La leggenda di Earthsea (Earthsea) – miniserie TV, episodi 1x01-1x02 (2005)
- Andromeda – serie TV, episodi 1x17-2x05-5x19 (2001-2005)
- Bloodsuckers, regia di Matthew Hastings – film TV (2005)
- Masters of Horror – serie TV, episodio 1x01 (2005)
- Blade - La serie (Blade: The Series) – serie TV, 6 episodi (2006)
- Painkiller Jane – serie TV, episodio 1x06 (2007)
- Flash Gordon – serie TV, episodi 1x07-1x11 (2007)
- The Dresden Files – serie TV, episodi 1x00-1x08 (2007-2008)
- I cavalieri di Bloodsteel (Knights of Bloodsteel) – miniserie TV, episodi 1x01-1x02 (2009)
- Il giocatore, la ragazza e il pistolero (The Gambler, the Girl and the Gunslinger), regia di Anne Wheeler – film TV (2009)
- Eureka – serie TV, episodio 3x12 (2009)
- The Troop – serie TV (2009)
- Psych – serie TV, episodio 5x12 (2010)
- Smallville – serie TV, episodi 3x04-10x19-10x20 (2003-2011)
- Professor Young (Mr. Young) – serie TV, episodio 1x10 (2011)
- C'era una volta (Once Upon a Time) – serie TV, episodio 1x12 (2012)
- Big Time Movie, regia di Savage Steve Holland – film TV (2012)
- Level Up – serie TV, episodio 1x11 (2012)
- Spooksville – serie TV, episodio 1x19 (2014)
- Hell on Wheels – serie TV, episodi 3x02-4x01-4x10 (2013-2014)
- Olympus – serie TV, 6 episodi (2015)
- Falling Skies – serie TV, 6 episodi (2014-2015)
- The 100 – serie TV, episodi 3x01-3x02 (2016)
- X-Files (The X Files) – serie TV, episodio 10x04 (2016)
- Supergirl – serie TV, episodio 2x04 (2016)
- Supernatural – serie TV, 4 episodi (2008-2017)
- Mech-X4 – serie TV, 5 episodi (2016-2017)
- Escape from Mr. Lemoncello's Library, regia di Scott McAboy – film TV (2017)
- Van Helsing – serie TV, 7 episodi (2016-2017)
- Arrow – serie TV, episodi 7x01-7x05 (2018)
- Una serie di sfortunati eventi (A Series of Unfortunate Events) – serie TV, 18 episodi (2017-2019)
- Legends of Tomorrow – serie TV, episodi 4x15-4x16 (2019)